# Аперкот
Аперко́т (англ. uppercut; поєднання прикм. «верхній» та дієсл. «різати», «ранити») — це вид удару рукою, що належить до основних елементів ударної техніки таких бойових мистецтв, як бокс, кікбоксинг, тайський бокс та інших. Аперкот — це короткий висхідний удар, що виконується і ближньою, і дальньою відносно суперника рукою по внутрішній траєкторії. Техніка виконання: рука, зігнута в лікті (передпліччя під прямим кутом до плеча), викидається в ціль по дузі, що перпендикулярна підлозі; в момент удару виконується поштовх ногою для зміщення центру ваги на бік, протилежний руці, якою завдають удар (виняток: удар передньою рукою з одночасним кроком передньою ногою — вага зміщується на передню ногу); в момент удару кулак тримається внутрішньою частиною до себе. Аперкот завдають у корпус (тулуб) і в голову, використовується переважно як контрудар (з місця, в кроці) і рідше — як одиночний атакувальний.

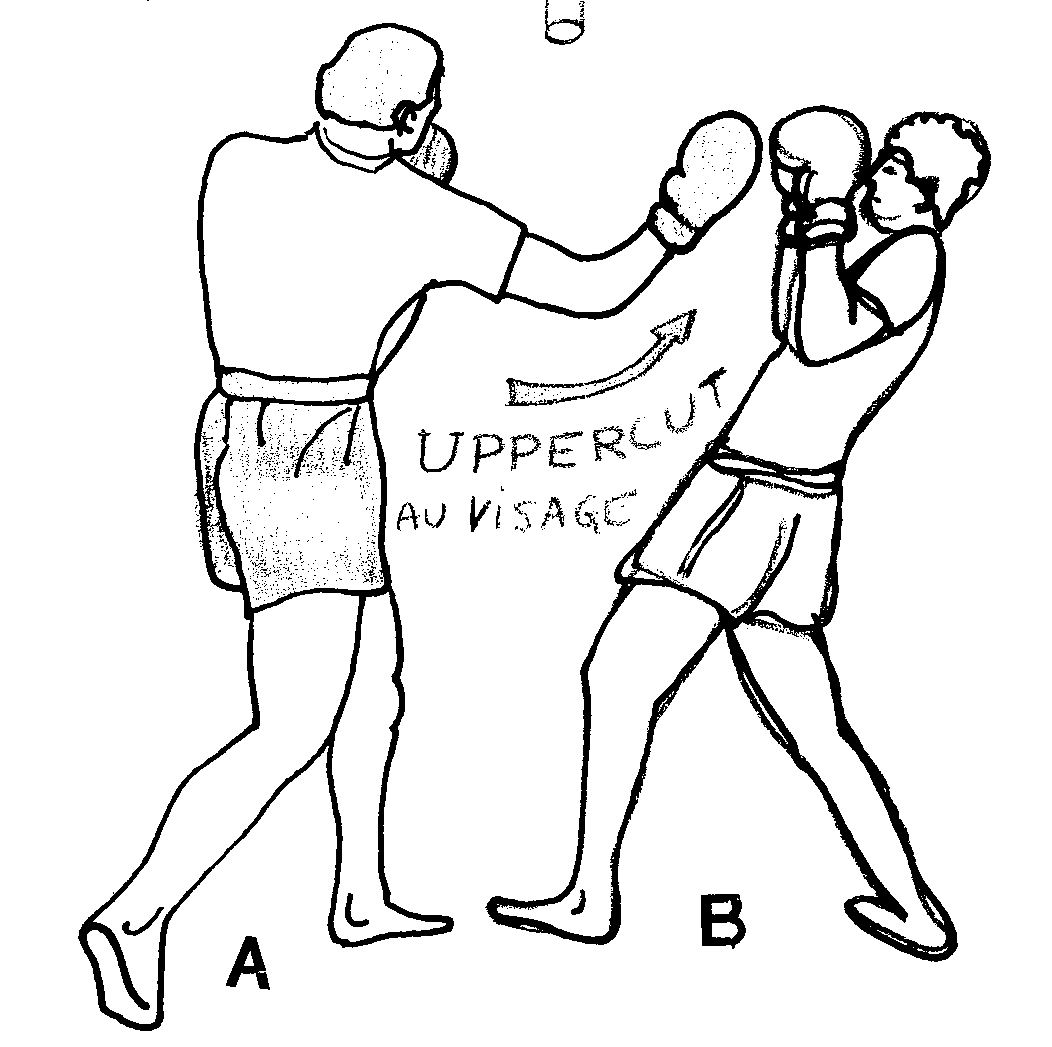
Аперкот на дальній дистанції
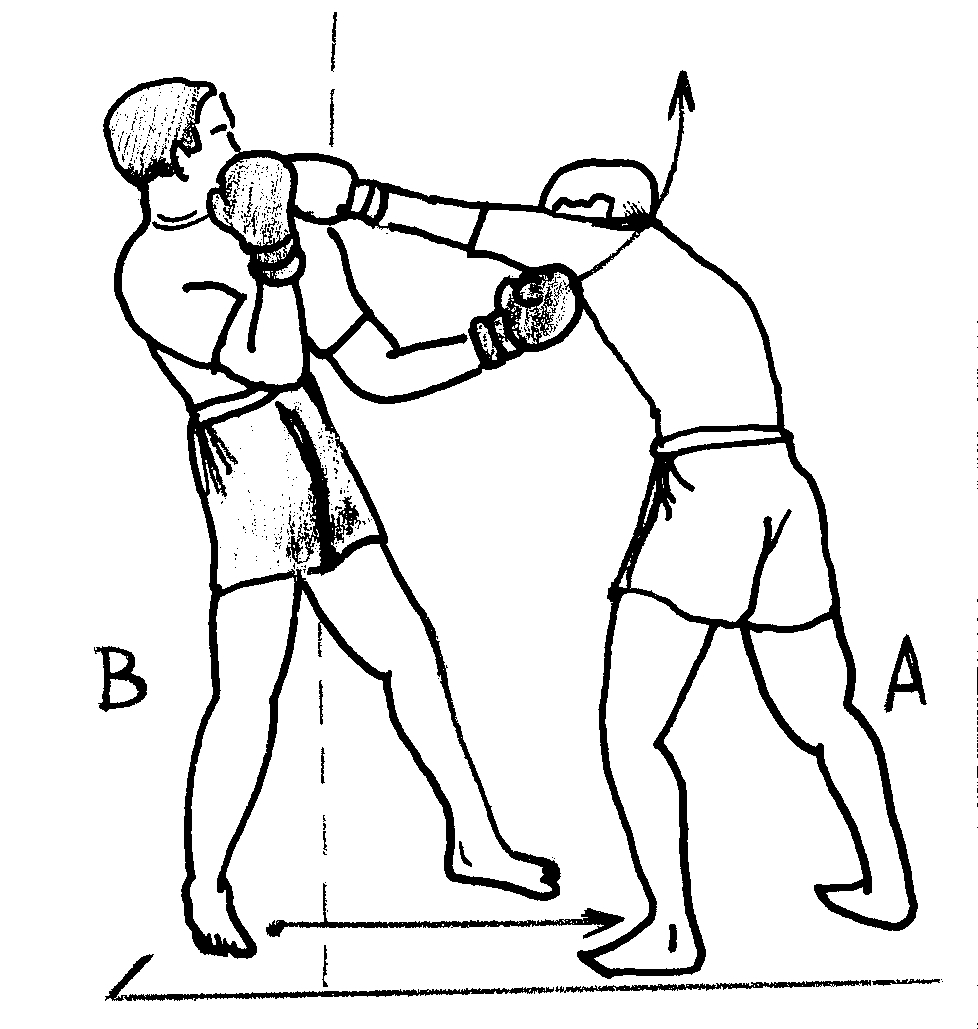
Аперкот як контрудар лівою
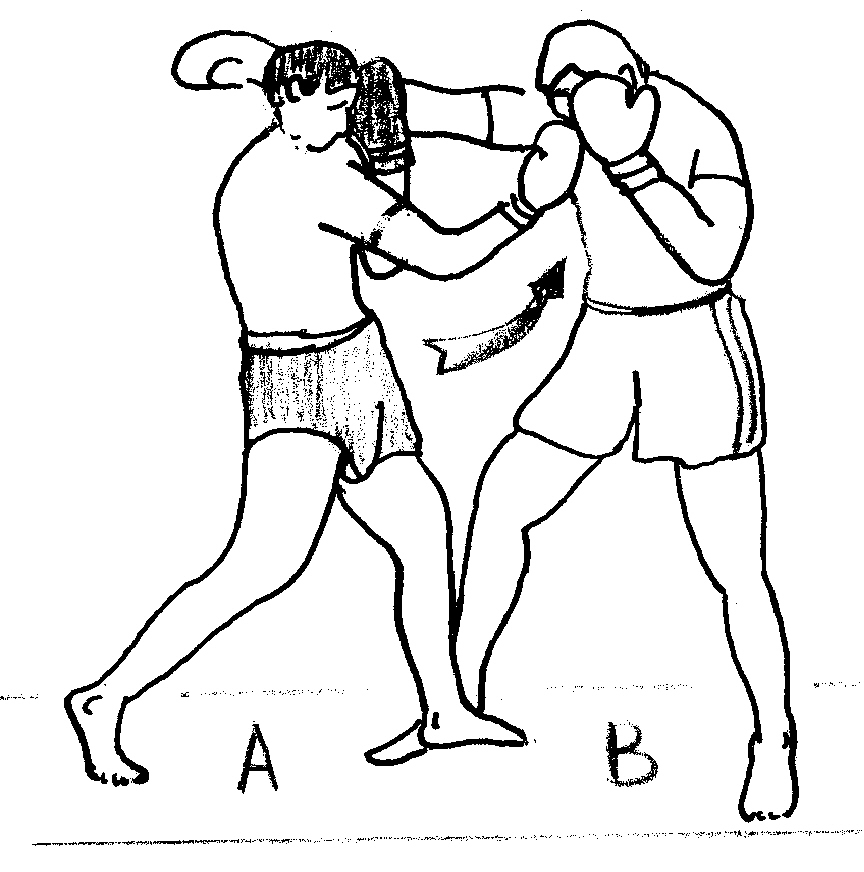
Аперкот як контрудар правою

Аперкот належить до числа найсильніших, нокаутувальних ударів, завдяки використанню моменту сили. Особливо значущим аперкот є в боксі й кікбоксингу, крім того, він широко використовується в інших ударних видах спорту. Назва «аперкот» є широко поширеною і прийнятою для позначення такого виду ударів, але в конкретних традиційних бойових мистецтвах він може мати свої назви.